# Den röda cirkeln (film)
Den röda cirkeln (originaltitel: Le Cercle rouge) är en fransk-italiensk kriminalfilm från 1970 i regi av Jean-Pierre Melville, med Alain Delon, André Bourvil, Gian Maria Volonté och Yves Montand i de främsta rollerna. Filmens handling utspelas mestadels i Paris.

## Medverkande i urval
- Alain Delon – Corey
- André Bourvil – Le Commissaire Mattei
- Gian Maria Volonté – Vogel
- Yves Montand – Jansen
- Paul Crauchet – Le Receleur
- Paul Amiot – L'inspecteur général de la police
- Pierre Collet – Le Gardien de prison
- André Ekyan – Rico
- Jean-Pierre Posier – L'assistant de Mattei
- François Perier – Santi

### Webbkällor
- Den röda cirkeln på Internet Movie Database (engelska)